# Bogata (okręg Marusza)
Bogata (węg. Marosbogát) – wieś w Rumunii, w okręgu Marusza, w gminie Bogata. W 2011 roku liczyła 1681 mieszkańców.